# Realtà romanzesca (film 1943)
Realtà romanzesca (Frauen sind keine Engel) è un film del 1943, diretto da Willi Forst.

## Produzione
Il film, che venne girato a Vienna, fu prodotto dalla Deutsche Forst-Filmproduktion GmbH, Wien-Film.

## Distribuzione
Il film fu presentato in prima all'Apollo-Filmtheater di Vienna il 23 marzo 1943. In Germania - con il visto di censura B.58721 dell'8 marzo (visione vietata ai minori di 14 anni) - la pellicola fu distribuita dalla Deutsche Filmvertriebs (DFV), uscendo in prima al Mamorhaus und Babylon di Berlino il 20 luglio 1943.